# Skylar Astin
Skylar Astin Lipstein mais conhecido como Skylar Astin (Nova Iorque, 23 de setembro de 1987) é um ator e cantor estadunidense. Um de seus principais trabalhos foram atuando em Pitch Perfect, 21 & Over e Taking Woodstock.

## Biografia
Astin nasceu na cidade de Nova York, filho de Meryl e Barry Lipstein, executivos da indústria de vestuário. Ele é judeu e tem uma irmã, Brielle, e dois irmãos, Milan e Jace.

### Carreira
O primeiro papel profissional de Astin foi como Georg, um papel secundário no elenco original da peça da Broadway, Spring Awakening. Em 2010, assumiu o papel de Mark Cohen em uma nova produção de Rent, dirigida por Neil Patrick Harris, no Hollywood Bowl. Ele fez sua estréia no cinema na comédia Hamlet 2, como Rand Posin. 
Skylar fez uma participação na série Glee como Jean-Baptiste, líder do coral "Throat Explosion" no episódio City of Angels da 5ª temporada. Skylar também fez uma participação em Dr. House como Derrick no episódio "Holding On" da 8ª temporada. 
Em 2012, Astin estrelou o filme de comédia musical Pitch Perfect, como Jesse Swanson, e reprisou o papel na sequência de 2015, Pitch Perfect 2.
Foi o protagonista da série Ground Floor, como Brody Moyer, como Brody Moyer, um jovem e ambicioso gestor financeiro que se apaixona por uma garota no andar térreo. A série foi cancelada após duas temporadas, em fevereiro de 2015. Ele desempenhou o papel de Greg Serrano na última temporada da série Crazy Ex-Girlfriend.
Em 2020, ele estrelou a comédia musical Zoey's Extraordinary Playlist como Max, o melhor amigo e interesse amoroso de Zoey. Em junho de 2021, a série foi cancelada pela NBC após duas temporadas, mas ganhou um filme de natal, lançado em 1º de dezembro de 2021.
Em 2022, ele teve um papel recorrente na décima oitava temporada do drama médico, Grey's Anatomy, como Todd Eames. Ele desempenhou o papel titular de Todd no drama de televisão So Help Me Todd, que estreou em setembro de 2022, e foi concluída em 16 de maio de 2024.

## Vida pessoal
Em Janeiro de 2016 o ator anunciou seu noivado com a atriz Anna Camp, e em Outubro de 2016 eles se casaram em uma cerimônia ao ar livre na Califórnia. Em abril. Em 19 de setembro de 2019, o casal anunciou que estava pedindo o divórcio. No final de agosto de 2019, o divórcio foi finalizado.

## Filmografia

### Filmes
| Ano  | Filme                                | Personagem             | Notas  |
| ---- | ------------------------------------ | ---------------------- | ------ |
| 2008 | Hamlet 2                             | Rand Posin             |        |
| 2009 | Taking Woodstock                     | John P. Roberts        |        |
| 2012 | Love Written in Blood                | Henderson              |        |
| 2012 | Pitch Perfect                        | Jesse Swanson          |        |
| 2012 | Wreck-It Ralph                       | Roy (voz)              |        |
| 2013 | 21 & Over                            | Casey Altman           |        |
| 2014 | Cavemen                              | Dean Parker            |        |
| 2015 | Pitch Perfect 2                      | Jesse Swanson          |        |
| 2016 | Monkey Up                            | Monty (voz)            |        |
| 2016 | Flock of Dudes                       | David                  |        |
| 2017 | Speech & Debate                      | Walter Healy           |        |
| 2018 | Hot Air                              | Gareth Whitely         |        |
| 2020 | Ghosts of War                        | Eugene                 |        |
| 2020 | Secret Society of Second-Born Royals | Professor James Morrow | [ 11 ] |
| 2021 | Zoey's Extraordinary Christmas       | Max Richman            |        |

### Televisão
| Ano       | Programa                      | Personagem         | Notas                                          |
| --------- | ----------------------------- | ------------------ | ---------------------------------------------- |
| 2011      | Love Bites                    | Ben                | Episódio: "Boys to Men"                        |
| 2012      | Girls                         | Matt Kornstein     | Episódio: "Hannah's Diary"                     |
| 2012      | House                         | Derrick            | Episódio: "Holding On"                         |
| 2013–2015 | Ground Floor                  | Brody Moyer        | 20 episódios                                   |
| 2014      | Glee                          | Jean Baptiste      | Episódio: "City of Angels"                     |
| 2015      | Halt and Catch Fire           | Jessie Evans       | 3 episódios                                    |
| 2017      | Lip Sync Battle               | Himself            | Episódio: "Skylar Astin vs. Metta World Peace" |
| 2018–2019 | Trolls: The Beat Goes On!     | Branch (voz)       | Recorrente                                     |
| 2018–2019 | Crazy Ex-Girlfriend           | Greg Serrano       | Recorrente na 4ª temporada                     |
| 2019      | Vampirina                     | Frankenstein (voz) | Episódio: "Franken-Wedding"                    |
| 2020–2021 | Zoey's Extraordinary Playlist | Max Richman        | Papel principal                                |
| 2020–2022 | Trolls: TrollsTopia           | Branch (voz)       | Papel principal                                |
| 2022      | Grey's Anatomy                | Todd Eames         | Recorrente na 18ª temporada                    |
| 2022–2024 | So Help Me Todd               | Todd               | Papel principal                                |